# 馬鼎盛
馬鼎盛（英語：Ma Ding Sheng，1949年9月25日—），香港軍事評論員，中山大学历史系毕业、凤凰卫视主播、前香港电台节目主持、香港专栏作家、中國近代軍事史學會會員、廣東省政協委員，1982至1989年在广东省社会科学院历史研究所研究员。1989年到香港定居，曾主持亞視馬鼎盛講軍事等時政节目，亦曾先后在《明报》、《大公报》、《天天日报》、《星岛日报》、《文汇报》等报刊撰写时事评论及军事专栏。
现主持凤凰卫视《军情观察室》。

## 早年经历
马鼎盛祖籍廣東佛山順德，1949年香港出生，其父馬師曾和母親紅線女俱為粵劇界泰斗级人物，並有一兄馬鼎昌、一姐紅虹，原居於香港跑馬地黃泥涌道的洋樓。
馬鼎盛在香港時曾就讀培英幼稚園和聖保祿小學，1955年12月，6歲的馬鼎盛随父母离开香港，回到中国大陆，居於廣州。當時他父母已分居，馬鼎盛與母親同住，父母住處相隔七八個門牌號碼。馬鼎盛插班入讀廣州的解放北中心一小。1957年暑假，離開父母到北京求學，入讀府學胡同小學三年二班。1959年年中，轉校至北京市重點小學北京育才小學五年三班。1961年小學畢業後，先升上北京市第四十七中學讀初中，一年後轉讀清華附中完成初中，高中時入讀北京鋼鐵學院附屬中學。1964年，父親馬師曾因喉癌去世。
1968年北京中學生開始「上山下鄉」運動，馬鼎盛除夕夜離開北京，南下廣東插隊勞動，務農「去接受再教育」，在東莞長安公社廈崗村大隊工作四年。1972年分配至粵北三線山區的韶關河邊廠的廣東省煤礦機械廠工作六年。四年農村插隊、六年山區工廠，共熬過十年浩劫。馬鼎盛參加了1977年的文革後恢復的首屆高等院校考試，1978年入讀中山大学歷史系，屬於「七七級」，成為恢复高考制度后的第一批大学生。在讀期間與金應熙教授合作發表《一九四一年底的香港十八天戰役》。1982年大學毕业后，于1982年至1989年於廣東省社會科學院任研究員，期間發表多篇軍事論文。

## 媒体人
马鼎盛于1989年回到香港定居，因为觉得香港有更自由的学术空气，更能实现自己的价值。 之後於多份報紙任職編輯，1990年代初因海灣戰爭開始成為軍事評論員。马操非常流利的粤语和普通话，不時接受香港傳媒採訪。2003年初因評論美攻伊戰爭引起了海内外不少媒体受众的关注。 曾在商業電台节目《光明頂》担任客席主持、亦曾在香港電台节目《講東講西》擔任客席主持。2004年正式加盟凤凰卫视，成为《军情观察室》的节目主持人，也同时担任《时事开讲》、《时事辩论会》及《时事直通车》等节目的时事评论员，并客串主持《开卷八分钟》、《风范大国民》等节目。他目前还是中山大学人类历史学研究中心和广东省社会科学院的客座研究员。

## 个人生活
馬鼎盛於1980年結婚，1983年誕下一女。

## 著作
- 《國共對峙50年軍備圖錄──台海戰線東移》馬鼎盛 著，香港天地圖書出版社，2002年1月初版，ISBN 9629930463
- 《朦朧的年代》馬鼎盛 著，湖北少年兒童出版社，2004年6月初版，ISBN 7-5353-2840-7
- 《馬鼎盛紙上談兵》馬鼎盛 著，廣東人民出版社，2005年5月初版，ISBN 7-218-04894-3
- 《馬鼎盛：與香港名人談讀書》馬鼎盛 著，深圳報業集團出版社，2005年5月初版，ISBN 7-80709-012-X
- 《马眼兵书》，江西人民出版社，2008年5月第1版
- 《我與母親紅線女》，馬鼎盛 著，香港天地圖書出版社，2014年12月 ISBN 978-988-8255-25-2

## 外部連結
- 馬鼎盛個人網誌 （页面存档备份，存于）
- 鳳凰衛視─馬鼎盛簡介 （页面存档备份，存于）

### 訪談/演講錄
- 《馬鼎盛：我這大半輩子》 專訪，南方人物周刊2005年9月28日
- 中國核政策 （页面存档备份，存于） 主講：馬鼎盛，主辦：香港浸會大學學生事務處 2010/10/05